# يوسف تشامبرز
يوسف تشامبرز Yusuf Chambers هو داعية إسلامي، من مواطني المملكة المتحدة. ولد في نحو سنة 1967م في ووكنغ Woking التابعة لمقاطعة سوررييSurrey.
ويقطن حاليا في مدينة لندن، انخرط في العديد من المنظمات داخل و خارج بريطانيا، مثل مجلة الجمعة ، قناة السلام ، قناة الإسلام ، تلفزيون الوحدة.
خلال نشاطاته الدعوية، سافر كثيرا إلى بلدان و دول الشرق الأوسط وأفريقيا وأوروبا  و  حالياً يستقر في لندن.